# Jardin Bois de Rose
Le jardin Bois de Rose  est un jardin créole, situé en Guyane, dans la commune de Montsinéry-Tonnegrande.

## Historique
Créé en 1988 par une certaine Madame Louison, sur la commune de Montsinéry-Tonnegrande, ce jardin contient diverses sortes de fleurs et plantes médicinales locales.